# Kahramanmaraş
Kahramanmaraş, tidigare Maraş, är en stad i Turkiet, vid Taurusbergens fot, omkring 16 mil nordost om Adana, på cirka 720 meter över havet. Staden är huvudstad för provinsen med samma namn och har cirka 430 000 invånare.
Kahramanmaraş ligger nära epicentrum för jordbävningen 6 februari 2023 och drabbades då av stora ödeläggelser.

## Historia
Kahramanmaraş är av hettitiskt ursprung, och genom sitt läge nära mynningen av tre huvudpass över östra Taurus (från Göksun, Elbistan och Malatya) hade den tidigt kommersiell betydelse, vilket framgår dels av namnets (Marasi) förekomst i assyriska inskrifter, dels av den mängd hettitiska fornlämningar som anträffats där. Romarna kallade staden Germanicia Cæsarea, och senare Germanicia Marasion, från vilket det armeniska namnet Kermanig härstammar. Staden intogs av korsfarare 1097, och av seldjukerna 1147.

## Näringsliv
Viktiga näringar i staden är handel samt läder- och mattindustri. I närheten finns förekomster av järn och silver. 

## Sport

### Fotboll
- Kahramanmaraşspor